# Fretterans
Fretterans är en kommun i departementet Saône-et-Loire i regionen Bourgogne-Franche-Comté i östra Frankrike. Kommunen ligger i kantonen Pierre-de-Bresse som tillhör arrondissementet Louhans. År 2022 hade Fretterans 282 invånare.

## Befolkningsutveckling
Antalet invånare i kommunen Fretterans
| Referens: INSEE |